# П'єр Пфлімлен
П'єр Пфлімлен (фр. Pierre Pflimlin фр. вимова: [pjɛʁ flimlɛ̃]; 5 лютого 1907, Рубе, Франція — 27 червня 2000, Страсбург, Франція) — французький політичний діяч, християнський демократ, фактично останній прем'єр-міністр Четвертої республіки. У травні 1958 року П'єр Пфлімлена був призначений прем'єр-міністром Франції, але пробув на своїй посаді лише кілька тижнів. У результаті алжирського кризи 1958 року був змінений Шарлем де Голлем, з ініціативи якого була змінена конституція.
Пфлімлен понад 20 років обіймав посаду мера Страсбурга (1959–1983), причому став першим головою цього міста — католиком (Страсбург вважається центром французького протестантизму). Після відставки з посади мера в 1984–1987 рр. був головою Європейського парламенту, штаб-квартира якого також знаходиться в Страсбурзі.
Ім'я Пфлімлена носить побудований у 2002 році міст через Рейн, що сполучає Німеччину та Францію.